# Seznam představitelů Gruzie
Toto je seznam hlav gruzínského státu od vyhlášení samostatné republiky v roce 1918.

## Seznam hlav státu od roku 1918

### Gruzínská demokratická republika(1918–1921)
Hlava státu
- Noe Žordanija (26. května 1918 – 12. března 1919)

Prezident Ústavodárného shromáždění
- Nikolaj Čcheidze (12. března 1919 – 25. února 1921)

Hlava státu v exilu
- Noe Žordanija (18. března 1921 – 11. ledna 1953 v exilu ve Francii)
- Jevgenij Petrovič Gegečkori (1953 – 1954 v exilu ve Francii)

### Gruzínská SSR(1921–1991)
Předseda Všegruzínského centrálního výkonného výboru
- Filipp Jesejevič Macharadze (7. března – říjen 1922)
- Ivan Fjodorovič Sturua (říjen 1922 – leden 1923)
- Michail Grigorjevič Cchakaja (leden 1923 – 15. února 1931)
- Filipp Jesejevič Macharadze (20. února 1931 – 8. července 1938)

Předseda prezidia Nejvyššího sovětu Gruzínské SSR
- Filipp Jesejevič Macharadze (10. července 1938 – 10. prosince 1941)
- funkce neobsazena, vykonávali ji místopředsedové Nejvyššího sovětu (10. prosince 1941 – 3. ledna 1942)
- Georgij Fjodorovič Sturua (3. ledna 1942 – 26. března 1948)
- Vasilij Barnabovič Gogua (26. března 1948 – 6. dubna 1952)
- Zacharij Nikolajevič Čchubianišvili (6. dubna 1952 – 15. dubna 1953)
- Vladimir Gedevanovič Cchovrebašvili (15. dubna – 29. října 1953)
- Miron Dmitrijevič Čubinidze (29. října 1953 – 17. dubna 1959)
- Georgij Samsonovič Dzocenidze (18. dubna 1959 – 26. ledna 1976)
- Pavel Georgijevič Gilašvili (26. ledna 1976 – 29. března 1989)
- Otar Jevtichijevič Čerkezija (29. března – 17. listopadu 1989)
- Givi Grigorjevič Gumbaridze (17. listopadu 1989 – 14. listopadu 1990)

### Gruzínská republika(od 1991)
Předseda Nejvyšší rady
- Zviad Gamsachurdia (14. listopadu 1990 – 14. dubna 1991)

Prezident
- Zviad Gamsachurdia (14. dubna 1991 – 6. ledna 1992)

Vojenská rada
- Tengiz Kitovani, Tengiz Sigua, Džaba Joseliani (6. ledna 1992 – 10. března 1992) – spoluvládci Vojenské rady

Předseda Státní rady
- Eduard Ševardnadze (10. března 1992 – 6. listopadu 1992)

Předseda Parlamentu
- Eduard Ševardnadze (6. listopadu 1992 – 26. listopadu 1995)

Prezident
- Eduard Ševardnadze (26. listopadu 1995 – 23. listopadu 2003)
- Nino Burdžanadze (23. listopadu 2003 – 25. ledna 2004 – zastupující
- Michail Saakašvili (25. ledna 2004 – 25. listopadu 2007)
- Nino Burdžanadze (25. listopadu 2007 – 20. ledna 2008 – zastupující
- Michail Saakašvili (20. ledna 2008 – 17. listopadu 2013)
- Giorgi Margvelašvili (17. listopadu 2013 – 16. prosince 2018)
- Salome Zurabišviliová (od 16. prosince 2018 - 29. prosince 2024 [sporné])
- Michail Kavelašvili (nelegitimně od 29. prosince 2024)